# Erich Günther (Pädagoge)
Otto Erich Günther (* 8. Mai 1886 in Oschatz; † 7. September 1951 in Göttingen) war ein deutscher Pädagoge.

## Leben und Wirken
Nach dem Besuch der Bürgerschule und des Gymnasiums zum heiligen Kreuz in Dresden nahm er eine Ausbildung zum Lehrer auf. Er studierte von 1906 bis 1908 Pädagogik in der Lehrerabteilung der
Technischen Hochschule Dresden und wurde zum Dr. phil. promoviert. Dabei spezialisierte er sich auf die Geschichte der Schulmathematik und Physik. Er stieg zum Oberstudiendirektor auf und wurde 1935 letzter Direktor des Praktischen Pädagogischen Seminars der Technischen Hochschule Dresden. 1938 wurde er außerdem stellvertretender Vorsitzender der wissenschaftlichen Prüfungskommission für das höhere Lehramt. Von 1942 bis 1945 war er Lehrbeauftragter für Perspektive im Lehrgebiet Projektionslehre, Zeichnen, Malen, Modellieren und Aufnehmen an der Fakultät für Architektur der Technischen Hochschule zu Berlin.
Bekannt wurde er vor allem durch seine beiden Physikalischen Arbeitsbücher.
Er war dreimal verheiratet und starb in Göttingen.

## Schriften (Auswahl)
- Energie von Öffnungs- und Schließungsfunken bei einer zur Funkenstrecke parallel liegenden Kapazität (Berichte der math.-phys. Klasse der Königl. Sächs. Gesellschaft der Wissenschaften, Bd. 63). 1911.
- Uber die Entwickelung der Geschwindigkeits- und Beschleunigungsverhältnisse geradliniger Bewegungsformen aus dem Weg-Zeit-Diagramm im Polarkoordinatensystem (Sächs. Akademie der Wissenschaften, Bd. 73). 1921.
- Physikalisches Arbeitsbuch, Teil I, 1928.
- Physikalisches Arbeitsbuch, Teil II, 1930.